# Regresivní daň
Regresivní daňový systém, označovaný také jako regresivní daň, je daňový systém, ve kterém obyvatelé s vyššími příjmy odvádí státu na dani menší procento ze svých příjmů. Například v regresivním daňovém systému může být sazba daně pro lidi s příjmem do 50 000 korun rovna 20 %, zatímco pro lidi s příjmem nad 50 000 korun může být sazba daně už jen 15 %.
Opakem regresivní daně je progresivní daň.

## Měření progrese daně
Jedním z měřítek, jež lze využít, je Musgrave-Thin index {\displaystyle M}, který využívá Giniho koeficient před zdaněním {\displaystyle G^{a}} a Giniho koeficient po zdanění {\displaystyle G^{b}}. Index je definován jako: {\displaystyle M={1-G^{a} \over 1-G^{b}}}
- {\displaystyle M>1} indikuje progresivní systém zdanění.
- {\displaystyle M=1} indikuje úměrný systém zdanění.
- {\displaystyle 0<M<1} indikuje regresivní systém zdanění.

Index M není ovlivněn pouze rozdělením daňového zatížení mezi poplatníky, ale také celkovou průměrnou daňovou sazbou. V obecnosti platí, že vyšší hodnota indexu M indikuje větší míru progresivity a naopak.
V roce 2016 byl koeficient pro Českou republiku roven 1,043, tedy míra zdanění v ČR byla mírně progresivní.